# Кирнос, Ксения Антоновна
Ксения Антоновна Кирнос (1 июня 1915 года, поселок Березановка, Екатеринославская губерния, Российская империя — 8 августа 2002 года, Днепропетровск, Украина) — свинарка колхоза «8 марта» Днепропетровского района Днепропетровской области. Герой Социалистического Труда (24.06.1949).

## Биография
1 июня 1915 года в поселке Березановка Днепропетровской области родилась Ксения Антоновна Кирнос.
Начала трудовую деятельность в огродной бригаде в 1928 году в колхозе, затем перешла работать дояркой на ферму. 
В годы Великой Отечественной войны проживала на оккупированной территории с 1941 по 1943 гг.
После освобождения начала трудиться свинаркой в колхозе "8 марта". В 1948 году сумела добиться высоких производственных результатов - вырастить по 25 поросят на одну голову свиноматки, при среднем живом весе 2-х месячного поросёнка 15,2 килограмма. 
За высокие показатели в сельскохозяйственной работе была удостоена звания Герой Социалистического Труда и награждена Орденом Ленина.
До 1972 года продолжала работать в своём колхозе свинаркой, а чуть позже птичницей. 
Последние годы жизни проживала в городе Днепропетровске. Умерла 8 августа 2002 года, похоронена на городском кладбище в городе Днепр на Белгородской улице. 

## Награды
Имеет следующие награды:
- Герой Социалистического Труда (24.06.1949)
- Орден Ленина (1949)
- золотая и серебряная медаль ВДНХ СССР.